# Jamón de Jinhua
El jamón de Jinhua (en chino, 金华火腿; pinyin, Jīnhuá huǒtuǐ) es un tipo de jamón curado producido en la ciudad de Jinhua, de la que toma su nombre, en la provincia de Zhejiang, al este de China. Está muy bien considerado en la cocina china, pudiéndose tomar como fiambre o usarse para sazonar guisos y estofados, así como para elaborar los caldos de muchas sopas, a las que da un sabor umami único. Es un ingrediente importante del Buda saltando sobre una pared.
El jamón de Jinhua recibió el primer premio en la Feria Internacional del Comercio de Panamá de 1915.
El jamón ideal debe tener ciertas características físicas, como un exterior brillante y amarillo suave, una forma redondeada parecida a una hoja de bambú, codillo y pezuña pequeños, un hueso fino, una abundante capa de grasa rodeando la carne roja oscura, un olor fuerte pero no desagradable, una carne de textura fina con bastante grasa intramuscular, y un sabor bastante salado, umami y dulzón. El exterior puede tener pequeñas cantidades de moho, pero esto se considera normal y se cree que contribuye a su sabor.

## Producción
El jamón de Jinhua se produce tradicionalmente usando los jamones de una raza de cerdos nativa de China conocida como «negra dos extremos» (兩頭烏), que tiene pelo negro en la cabeza y los cuartos traseros, con el resto blanco. Esta raza crece rápido, tiene una carne de calidad excelente y piel fina. La producción empieza cuando la temperatura del aire cae por debajo de 10 °C. El proceso tarda de 8 a 10 meses en finalizar.
La producción de jamón consta de 6 etapas, empezando en invierno y terminando al final del otoño:
1. Preparación de la carne: Se seleccionan jamones bien desarrollados y en buen estado y el lado «abierto» se limpia de grasa, tendones, membranas y otros tejidos conectivos. La sangre restante también se retira.
2. Salado: El salado se hace a una temperatura de entre 5 y 10 °C, ya que las temperaturas bajas reducen la penetración de la sal. Ésta se frota continuamente sobre la carne, dejando que sea absorbida a lo largo de varios días, usando un método especializado y un mnemónico que indica el orden y las zonas importantes del jamón a salar.[5] El proceso de salado se repite 5–7 veces, con un tiempo medio de 1 mes. Sólo se usa sal común normal, aunque algunos productores incluyen también nitrato de sodio.
3. Remojado y lavado: Después de que el jamón esté bien salado y parcialmente seco, se remoja en agua durante 4–6 horas y entonces se restriega. Tras el lavado inicial, se remojan otras 16–18 horas.
4. Secado y moldeado: Los jamones se recortan a la forma deseada de hoja de bambú, se les quita la pezuña, se marcan al hierro y se cuelgan para dejarlos secar al sol. Este secado termina cuando empiezan a gotear grasa, lo que suele requerir una semana de sol.
5. Maduración: Los jamones secados se cuelgan en una sala a unos 15 °C con un 55–57% de humedad, dejándolos secar, curar y desarrollar aroma unos 6–8 meses. Durante este período, los jamones fermentan desarrollando mohos, y las proteínas y grasas hidrolizan gracias a enzimas endógenas. Esto mejora el sabor al crear compuestos aromáticos y libres de aminoácidos.
6. Post maduración: El jamón curado se limpia de moho y polvo, aplicándosele una fina capa de aceite vegetal para ablandarlo y evitar que la grasa se oxide en exceso. Los jamones secos se apilan unos sobre otros y se dejan envejecer otros 2–3 meses, lo que permite que el sabor se estabilice e intensifique.

Las nuevas técnicas de procesado incluye ajustes en la temperatura y humedad durante la curación para acelerar la producción y reducir el tiempo a 1–2 meses.

## Historia
El nombre «Jinhua» le fue dado por el primer emperador de la dinastía Song del sur. Éste jamón ha sido alabado en la Literatura china, y es descrito en la novela "Sueño en el pabellón rojo" creada durante la dinastía  Qing, en la cual se plasman algunas tradiciones culinarias de la nobleza imperial. La primera mención a la técnica de elaboración del jamón de Jinhua se registra en la dinastía Tang, y hay opiniones de que este método de producción de jamón curado fue llevado a Europa por Marco Polo. No obstante, la mayoría de historiadores coinciden en que la producción del jamón serrano era muy anterior a los viajes de Marco Polo, pues las primeras referencias escritas de la salazón de carne de cerdo con un procedimiento igual al actual, son detallados por escritores romanos a finales del siglo II a. C. con especial mención de los jamones cerretanos de los Pirineos.